# Estação Alésia
Alésia é uma estação da Linha 4 do Metrô de Paris, localizada no Quartier du Petit-Montrouge do 14.º arrondissement de Paris.

## Situação
A estação está situada sob a place Victor-et-Hélène-Basch e seus arredores, dominadas pela igreja de Saint-Pierre-de-Montrouge. Está localizado na intersecção da avenue du Maine, da avenue du General Leclerc e da rue d'Alésia, entre as estações Porte d'Orléans e Mouton-Duvernet.

## História
A estação foi inaugurada em 30 de outubro de 1909, na abertura da seção Raspail - Porte d'Orléans. O nome da estação vem da rue d'Alésia, que passa pelo lugar acima mencionado. O nome desta rua tem como origem o oppidum gaulês que foi o teatro da batalha decisiva da Guerra das Gálias que opôs Júlio César à coalizão gaulesa liderada pelo Arverno Vercingetórix em 52 a.C.
A estação se beneficiou de três renovações. Da década de 1950 até a década de 1980, a estação recebeu uma cambagem metálica com quadros publicitários dourados iluminados.
Depois, até 2016, ela foi apresentada em estilo "Ouï-dire" amarelo: as faixas de iluminação, da mesma cor, são suportadas por consoles curvos em forma de foice. A iluminação direta é branca e, ao contrário da maioria das rampas luminosas deste estilo, a iluminação indireta. Os azulejos brancos são planos e cobrem os pilares, a abóbada e os tímpanos. Os quadros publicitários são de cor amarela e cilíndricos. As plataformas também são equipadas com assentos do estilo "Motte" e bancos "assis-debout" de cor amarela.
Desde o início de 2016, as telhas e as rampas luminosas Ouï-dire das plataformas são apresentadas como parte das obras de renovação programadas de 11 de janeiro de 2016 a 30 de junho de 2017 Depois de novembro de 2018, as plataformas da estação são inteiramente equipadas com portas de plataforma, como parte da automatização da linha 4.
Ela viu entrar 5 237 657 passageiros em 2013, o que a coloca na 77ª posição das estações de metrô por sua frequência.

## Serviços aos passageiros

### Acessos
A estação tem seis acessos:
- Acesso 1: pl. Victor e Helena-Basch: primeira escada em frente ao 230, avenue du Maine;
- Acesso 2: rue du Moulin-Vert: segunda escada em frente ao 230, avenue du Maine;
- Acesso 3: av. du Maine: escada em frente ao 205, avenue du Maine, no lado oeste da igreja de Saint-Pierre-de-Montrouge;
- Acesso 4: égl. Saint-Pierre-de-Montrouge: escada na 82, avenue du Général-Leclerc, no lado leste da igreja de Saint-Pierre-de-Montrouge;
- Acesso 5: av. du Général-Leclerc: escada rolante da plataforma do metro em direção a Porte d'Orléans em frente ao 82, avenue du Général-Leclerc;
- Acesso 6: r. d'Alésia: escada em frente ao 75, avenue du Général-Leclerc.

### Plataformas
Alésia é uma estação de configuração padrão: As plataformas laterais são separadas pelas vias do metrô situadas ao centro e a abóbada é elíptica. As plataformas passaram por obras como parte da automatização da linha 4.

### Intermodalidade
A estação é servida pelas linhas 28, 38, 62, 68 e pelo serviço urbano La Traverse Bièvre - Montsouris da rede de ônibus RATP e, à noite, pelas linhas N14, N21 e N66 da rede Noctilien.

## Pontos turísticos
- Quartier du Petit-Montrouge
- Place Michel-Audiard
- Igreja de Saint-Pierre-de-Montrouge
- Rue d'Alésia
- Avenue du Général-Leclerc

## Curiosidades
Esta estação aparece no filme de animação Os Doze Trabalhos de Asterix, para a sétimo tarefa "Penetrar no antro da Besta". Esta parada foi escolhida pela origem de seu nome, relembrando a Batalha de Alésia entre Júlio César e Vercingetórix.
Na banda desenhada La Foire aux immortels de Enki Bilal, o herói ou anti-herói, Alcide Nikopol, acorda, de volta do exílio no espaço, na estação Alésia, em companhia de Horus.

## Galeria de fotografias

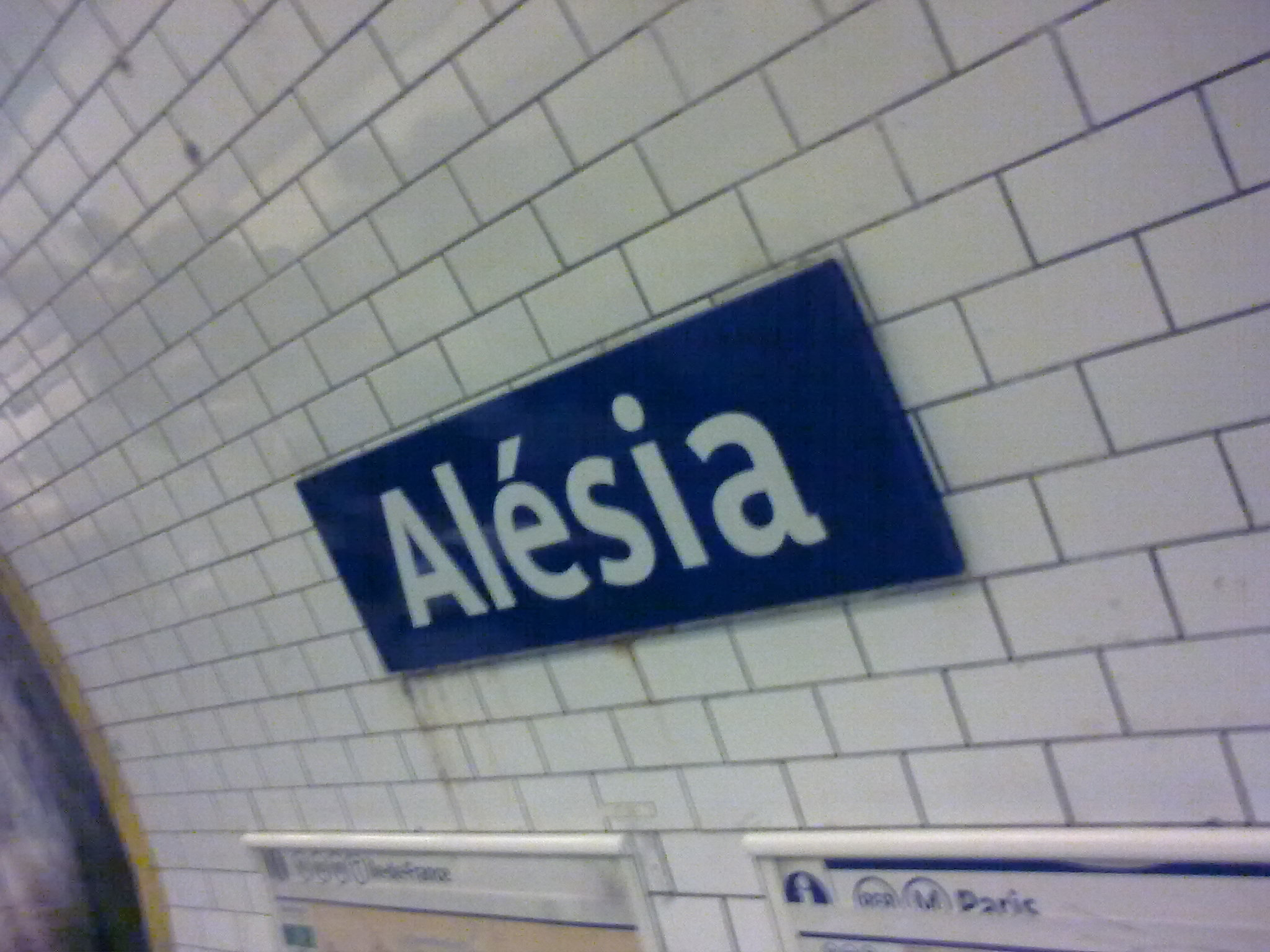
Tipografia de uma das placas da estação.
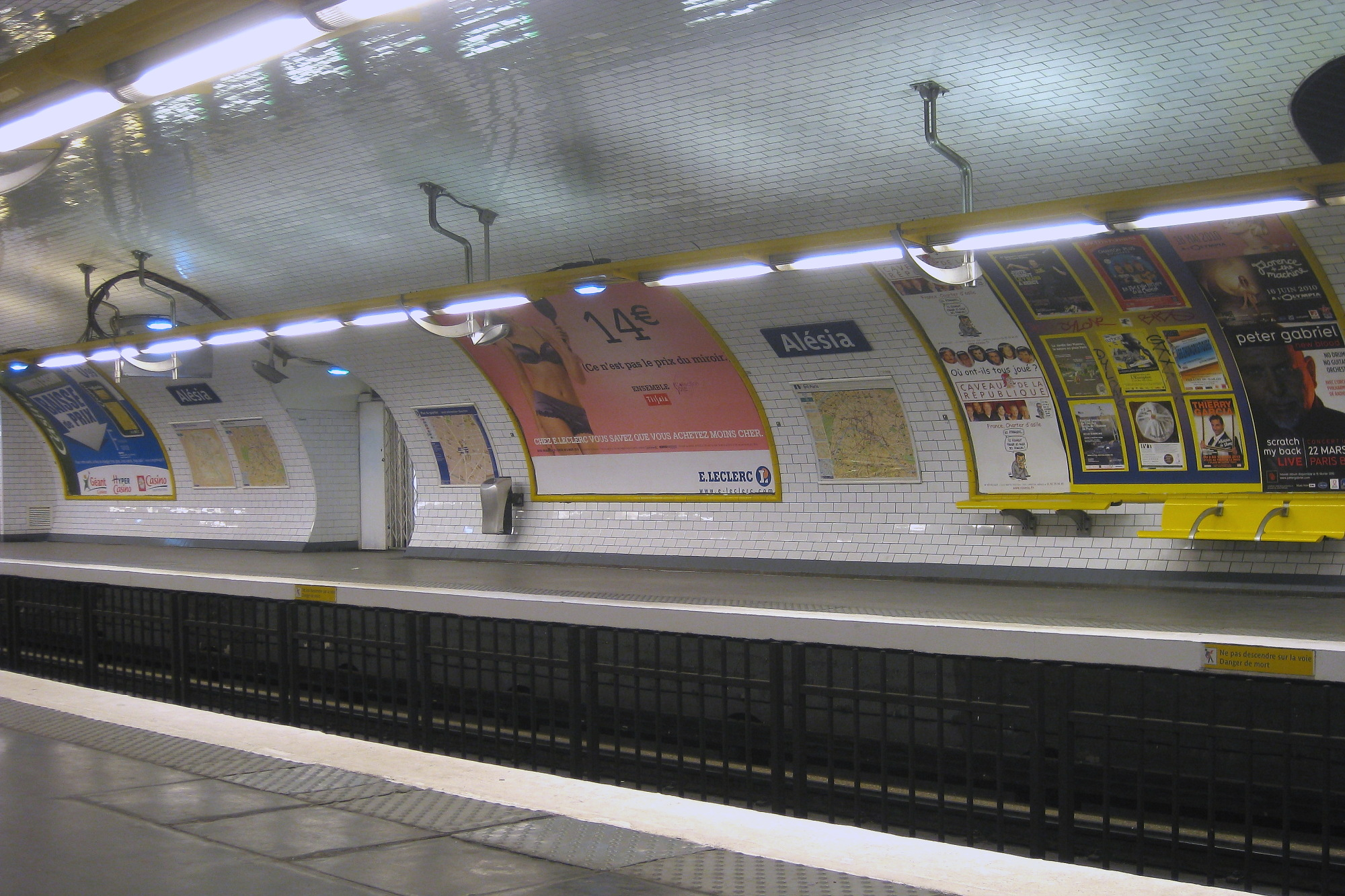
Detalhe de uma plataforma, com todas as instalações Ouï-dire: rampa luminosa suspensa por consoles curvos (ou "foices"), assentos individuais ou banco assis-debout e friso publicitário amarelos e telhas brancas planas.
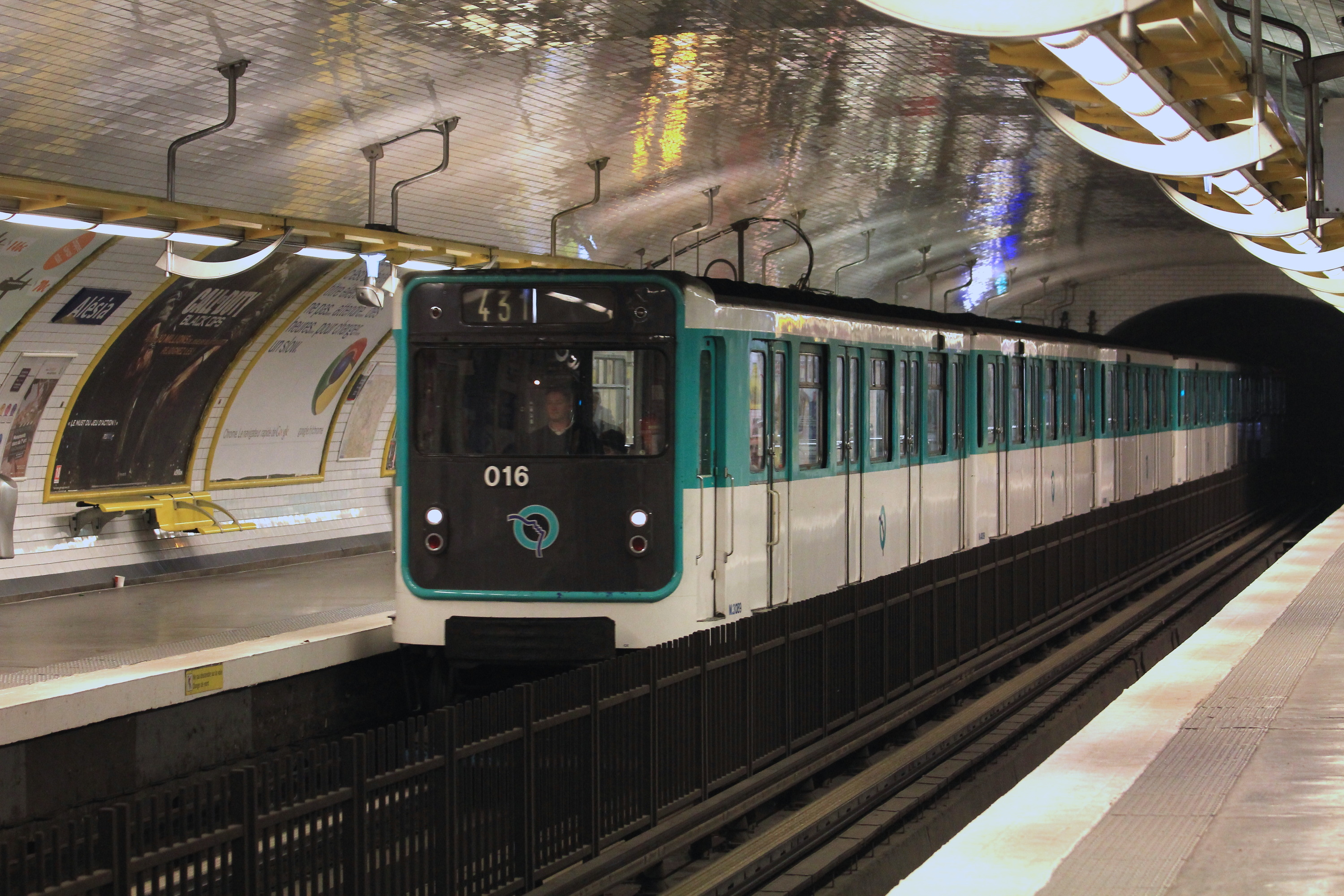
Um trem MP 59 entra na estação em 2011. Este material desapareceu depois da linha.